# Пильканиеу
Пильканиеу (исп. Pilcaniyeu) — посёлок в департаменте Пильканиеу провинции Рио-Негро (Аргентина), административный центр департамента.

## История
В последней четверти XIX века во время кампании, известной в истории Аргентины как «Завоевание пустыни», сюда бежали индейцы, изгнанные с более северных земель. Потом сюда стали прибывать иммигранты из Европы, и арабы с территорий современных Сирии и Ливана. Закон 1891 года наделял землёй всех, кто хотел её получить, и здесь возникло большое количество ранчо, шерсть с которых впоследствии отправлялась морем в Великобританию. После того, как в 1931 году здесь была построена железнодорожная станция, это дало резкий толчок развитию региона, и 8 августа 1939 года Пильканиеу получил статус города. Однако изобретение синтетического волокна, которое через несколько лет начало вытеснять натуральную шерсть на мировом рынке, нанесло сильный удар по местной экономике.
С 1979 года здесь разместился комплекс по обогащению урана, принадлежащий Национальной комиссии по атомной энергии.